# يهودا (مقاطعة رومانية)
كانت مقاطعة يهودا مقاطعةً رومانيةً من عام 6 إلى عام 135 للميلاد، وقد شملت في أوجها مناطق يهودا وأدوم والسامرة والجليل، بالإضافة إلى أجزاء من الساحل الجنوبي لمنطقة بلاد الشام. وقد ضمت في أقصى اتساعها معظم الأراضي الأساسية التي كانت تشكّل مملكة يهوذا السابقة، والتي حكمتها في العقود الماضية كل من السلالة الحشمونية والسلالة الهيرودية. واسم «اليهودية، Judaea» (كما هو الحال مع «يهوذا، Judea») مشتق من مملكة يهوذا «Judah» التي تعود إلى العصر الحديدي، والتي كانت مركزها في منطقة اليهودية.
منذ أن غزت الجمهورية الرومانية منطقة اليهودية عام 63 قبل الميلاد، منهية بذلك حكم الملكية الحشمونية المستقلة، حافظت روما على نظام من التبعية شبه الذاتية في الإقليم. وبعد أن استعاد الحاكم الحشموني أنتيجونوس الثاني متاثياس العرش لفترة وجيزة، أُطيح به على يد هيرودس، الذي عيّنه مجلس الشيوخ الروماني ملكًا على اليهود، وحكم منطقة اليهودية حتى وفاته في عام 4 قبل الميلاد. وفي عام 6 ميلادية، تم دمج المقاطعة رسميًا في الإمبراطورية الرومانية بأمر من الإمبراطور أوغسطس، وذلك عقب التماسٍ من الشعب ضد سوء حكم هيرودس أرخلاوس، ابن هيرودس، الذي حكم من عام 4 قبل الميلاد حتى عام 6 ميلادية. وقد نُقلت العاصمة الإدارية من أورشليم إلى المدينة الساحلية قيصرية ماريتيما.
على مدى العقود الستة التي تلت تأسيس مقاطعة اليهودية، اتّسمت العلاقة بين الأغلبية اليهودية والسلطات الرومانية بالأزمات المتكررة. ومع بدء الحكم المباشر، تسبّب الإحصاء الرسمي الذي أجراه بوبليوس سولبيكيوس كويرينيوس، حاكم سوريا الرومانية، في توتّر كبير وأدّى إلى اندلاع ثورة بقيادة المتمرّد اليهودي يهوذا الجليلي عام 6 ميلادية. ومن أبرز الأحداث الأخرى التي شهدتها المنطقة: صلب يسوع الناصري قرابة عام 30–33 ميلادية، وهو الحدث الذي أدّى إلى نشوء الديانة المسيحية، وكذلك إصدار الإمبراطور كاليغولا عام 37 ميلادية أمرًا بنصب تمثال له في الهيكل الثاني، مما أثار سخطًا شديدًا بين اليهود. وقد شهدت المقاطعة فترة قصيرة من الهدوء في عهد أغريباس الأول (حكم من 41 إلى 44 ميلادية)، الحاكم المحبوب الذي أعاد مؤقتًا شكلًا من أشكال الحكم الذاتي اليهودي برعاية رومانية. غير أنه بعد وفاته، عادت اليهودية—التي كانت تشمل حينها الجليل وبيريا—إلى الحكم الروماني المباشر، وبدأت الاضطرابات تتصاعد تدريجيًا. في السنوات التالية، سعى الأنبياء الشعبيون إلى استقطاب الأتباع، وبدأت جماعة السكّاري في اغتيال المسؤولين، كما أسهم الولاة الفاسدون والوحشيون وعلى رأسهم غيسيوس فلوروس (64–66 ميلادية) في تأجيج التوترات بشكل خطير.
في عام 66 ميلادية، أدّت الاضطرابات في قيصرية، تلتها اشتباكات في أورشليم، إلى إشعال شرارة الحرب اليهودية–الرومانية الأولى. وقد قام الرومان، بقيادة فِسباسيان ولاحقًا ابنه تيطس، بسحق التمرّد بشكل منهجي، ما بلغ ذروته في تدمير مدينة أورشليم وهدم الهيكل الثاني عام 70 ميلادية. وعلى الرغم من هذه الكارثة، تعافى السكان اليهود خلال جيلٍ واحد، لكنهم عادوا ليثوروا عام 132 ميلادية في ثورة بار كوخبا، وذلك ردًّا على خطط الإمبراطور هادريان لإنشاء مستعمرة غير يهودية تُدعى إيليا كابيتولينا على أنقاض أورشليم. وقد تمكّن الثوار مؤقتًا من تأسيس دولة يهودية مستقلة، إلا أنّ الرد الروماني العنيف أدى إلى دمار واسع النطاق وتفريغ شبه كامل لمنطقة اليهودية من سكانها. وفي العام نفسه، دُمجت مقاطعة اليهودية رسميًا مع الجليل ضمن مقاطعة موسّعة أُطلق عليها اسم سوريا الفلسطينية.

## الخلفية التاريخية
كانت اليهودية دولة مستقلة تحكمها سلالة الحشمونيين حتى غزتها الجمهورية الرومانية في عام 63 قبل الميلاد. في ذلك الوقت، كانت البلاد غارقة في حرب أهلية بين هركانوس الثاني وأرسطوبولس الثاني، ابني الملكة شلوميت ألكسندرا، وكان كلٌ منهما يطالب بالعرش. تدخّل الجنرال الروماني بومبيوس، فقام بمحاصرة أورشليم واحتلالها. وفي أعقاب ذلك، عيّن هركانوس الثاني بوصفه إثنارخًا (زعيم أو حاكم قومي) وكاهنًا أعظم، لكنه رفض منحه لقب الملك.
في عام 40 قبل الميلاد، استعاد أنتيغونوس الثاني متاثياس، ابن أرسطوبولس الثاني، العرش مؤقتًا بدعم من الفرثيين، لكنه أُطيح به في عام 37 قبل الميلاد على يد هيرودس، الذي عيّنه مجلس الشيوخ الروماني «ملكًا لليهود». حكم هيرودس اليهودية بصفتها مملكة عميلة تابعة لروما حتى وفاته في عام 4 قبل الميلاد. ومع كره العامة له واحتقارهم إياه، فقد حافظ على علاقات وثيقة مع الرومان. وخلال هذه الفترة، قُضي على بقية ورثة الحشمونيين، وبُنيت مدينة قيصرية ماريتيما البحرية، مدينة الميناء الكبير والفاخر.
توفي هيرودس في عام 4 قبل الميلاد، وقُسّمت مملكته إلى إقليم رباعي (تترارخية) ووزّعت بين ثلاثة من أبنائه. فقد تولّى أرخيلاوس منصب الحاكم الإثني على اليهودية (بما في ذلك أورشليم)، والسامرة، وإدومية، بينما حكم هيرودس أنتيباس الجليل وبيرية، أما فيلبّس فحكم غاولانيتيس وتراخونيتيس وبتانيا. كانت حُكم أرخيلاوس لليهودية بالغ السوء والوحشية، حتى عُزل في عام 6 ميلادية بأمر من الإمبراطور الروماني الأول أغسطس، وذلك بعد التماسٍ قُدِّم من رعاياه أنفسهم. وعقب إقالته، أُلحقت اليهودية كإقليم رسمي ضمن الإمبراطورية الرومانية. أما هيرودس أنتيباس، فقد واصل حكمه لكل من الجليل وبيرية حتى عزله الإمبراطور كاليغولا في عام 39 ميلادية.

## التاريخ

### التمرد وعزل هيرودس أرخيلاوس
عقب وفاة هيرودس الكبير، قُسمت مملكة يهودا الهيرودية إلى ما يُعرف بـالتترارخية الهيرودية، وذلك لتُحكم بشكل مشترك من قِبل أبناء هيرودس وشقيقته:
- هيرودس أرخيلاوس: حَكم اليهودية والسامرة وإدومية،
- هيرودس فيلبّس: تولّى حكم بتانيا وتراخونيتيس وأورانيتيس،
- هيرودس أنتيباس: حَكم الجليل وبيرية،
- سالومة الأولى: تولّت حكم يامنية لفترة وجيزة.

اندلع تمرد مسياني في اليهودية عام 4 قبل الميلاد بسبب سوء إدارة أرخيلاوس، وقد قُمع هذا التمرد بوحشية على يد الحاكم الروماني لسوريا، بوبليوس كوينكتليوس فاروس، الذي قام باحتلال أورشليم وصلب ألفي متمرّد يهودي.
بسبب فشله في حكم اليهودية بشكل لائق، أُقيل أرخيلاوس من منصبه بأمر من الإمبراطور أوغسطس عام 6 للميلاد، وأُخضعت اليهودية والسامرة وأدومية للإدارة الرومانية المباشرة. وقد كان لهذا الحدث آثار عميقة ودائمة في تاريخ الشعب اليهودي وفي نشوء المسيحية وتطوّرها.

### تحت حكم الوالي (6–41 ميلادي)
لم تشمل المقاطعة اليهودية في البداية الجليل وجولانيتيس (التي تُعرف اليوم بالجولان)، ولا بيريّا أو الديكابوليس. كانت إيراداتها قليلة الأهمية لخزينة الإمبراطورية الرومانية، لكن كانت تتحكم في الأراضي وطرق البحر الساحلية إلى «سلة الخبز» في مصر، وكانت تشكّل حاجزًا ضد الإمبراطورية الفارسية. نُقلت العاصمة من القدس إلى قيصرية ماريتيما.
عين أوغسطس بوبليوس سلفيشيوس كويرينيوس في منصب قائد سوريا وأجرى إحصاءًا ضريبيًا في سوريا واليهودية عام 6 ميلادي، مما أدى إلى ثورة يهوذا الجليلي. لكن هذه الثورة قُمعت بسرعة على يد كويرينيوس.
لم تكن اليهودية مقاطعة تابعة لمجلس الشيوخ، ولا ولاية إمبراطورية، بل كانت «تابعة لسوريا» ويحمها والي وهو فارس من طبقة الفرسان الرومانية «Equestrian Order» (كما كان الحال في مصر الرومانية)، وليس من قِبل قنصل أو حاكم سابق من طبقة الشيوخ. قام كويرينيوس بتعيين كوبونيوس أول والي لليهودية.
ومع ذلك، حافظ اليهود الذين يعيشون في المقاطعة على بعض أشكال الاستقلالية وكانوا قادرين على محاكمة المخالفين وفقًا لقوانينهم الخاصة، بما في ذلك الجرائم الكبرى، حتى نحو عام 28 ميلادي. كانت اليهودية في الفترة الرومانية المبكرة مقسمة إلى خمس مناطق إدارية رئيسية، كانت مراكزها في القدس وجدارا وأماثوس وأريحا وصفورية.
في الفترة من 30 إلى 33 ميلادي، قام الوالي الروماني بيلاطس البنطي بصلب يسوع الناصري بتهمة التحريض على الفتنة، وهو الحدث الذي أدى إلى ولادة المسيحية. في عام 36 ميلادي، اندلعت ثورة مسيانية أخرى قرب جبل جريزيم بقيادة سامري، وقُمعت بسرعة بواسطة بيلاطس؛ وقد اشتكى السامريون من وحشية بيلاطس إلى قائد سوريا لوكيوس فيتليوس الأكبر، الذي أقال بيلاطس من منصبه وأرسله إلى روما للمثول أمام المحكمة، ليُستبدل بوالي مؤقت يدعى مارسيليوس.
في عام 37 ميلادي، أمر الإمبراطور كاليغولا بإقامة تمثال له في المعبد في القدس، وهو أمر يتعارض مع التوحيد اليهودي، وقد أوقف قائد سوريا بوبليوس بترونياس تنفيذ الأمر خوفًا من نشوب حرب أهلية، فأخر تنفيذه لمدة تقارب العام. وأقنع الملك هيرودس أغريباس الأول كاليغولا في النهاية بإلغاء الأمر. لاحقًا، أصدر كاليغولا أمرًا ثانيًا بإقامة تمثاله في معبد القدس، لكنه قُتل قبل أن يصل التمثال إلى القدس، وألغى خليفته كلوديوس الأمر. وقد اُقترح أن «الأزمة في عهد كاليغولا» كانت أول انفصال علني بين روما واليهود.

## أعلام
- يسوع
- مريم العذراء
- متياس
- أنانوس بن أنانوس